# Schichtlaminierung
Die Schichtlaminierung ist eine Kategorie an Additiven Fertigungsverfahren gemäß der Norm DIN EN ISO 52900:2022-03. Bei den Additiven Fertigungsverfahren wird Material, in der Regel Schicht für Schicht, zusammengefügt um Werkstücke aus 3D-Modelldaten zu erzeugen. Zu den Verfahren dieser Kategorie zählen die Fertigungsprozesse, bei denen Lagen (z. B. Platten) eines Materials verbunden werden um ein Bauteil zu formen.
Zu den verwendeten Werkstoffen zählen Papier, Kunststoff, Keramik und Metall, als Bögen, Folien oder Bleche. Der Zuschnitt geschieht mittels Laser, Schneidwerkzeug oder Klinge. Die Energieeinbringung findet durch Laser oder Ultraschall statt.

## Verfahren und Bezeichnungen
In diese Kategorie fallen unter anderem folgende Verfahren und Bezeichnungen: 
- Layer Laminated Manufacturing[3][4]
- Laminated Object Manufacturing / LOM
- Paper 3D technology
- Metal Laminated Tooling / MELATO[3]
- Ultrasonic Additive Manufacturing / UAM[3][5]